# Girolamo Benivieni

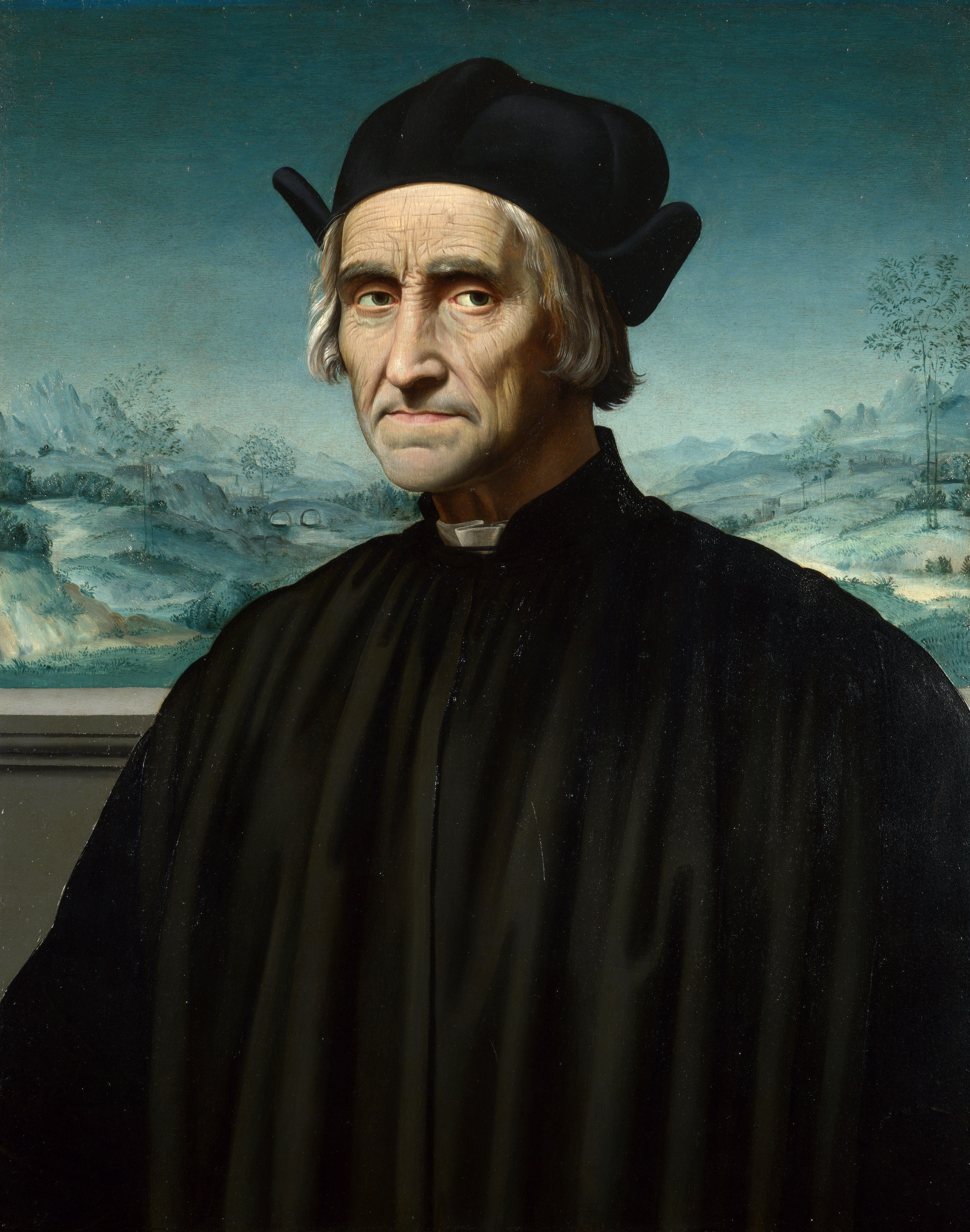
Ridolfo Ghirlandaio: Porträt von Girolamo Benivieni

Girolamo Benivieni (* 1453 in Florenz; † 1542 ebenda) war ein italienischer Dichter. Er war Mitglied der Platonischen Akademie und verfasste vorwiegend religiöse Gedichte, zahlreiche Lauden und allegorische Eklogen.

## Leben
Girolamo Benivieni gehörte in seiner Heimatstadt Florenz zu den wichtigen Personen in sowohl literarischen als auch politischen Kreisen. Er war mit dem humanistischen Dichter und Philosophen Giovanni Pico della Mirandola befreundet. Diese beiden gehörten zu einer Gemeinschaft von Intellektuellen, die einst Lorenzo de Medici unterstützt hatte. Diese Koterie zerbrach unter dem Einfluss des dominikanischen Reformators Girolamo Savonarola.
Benivieni kehrte deshalb der Poesie den Rücken, um Lieder zur Begleitung der „Fegefeuer der Eitelkeiten“ (italienisch falò delle vanità) zu schreiben, die Savonarolas junge Anhänger veranstalteten. Außerdem übersetzte er nun Texte Savonarolas aus dem Lateinischen.
Später zog er sich aus dem öffentlichen Leben zurück. Trotzdem war sein Rat in den Jahren der 1520er und 1530er Jahren gefragt, und zwar von beiden Seiten, den Medici und den Republikanern.